# Мюнстер (Верхний Рейн)
Мюнстер (фр. Munster) — коммуна на северо-востоке Франции в регионе Гранд-Эст (бывший Эльзас — Шампань — Арденны — Лотарингия), департамент Верхний Рейн, округ Кольмар — Рибовилле, кантон Вендзенем. До марта 2015 года коммуна являлась административным центром упразднённого кантона Мюнстер (округ Кольмар).
Площадь коммуны — 8,64 км², население — 5041 человек (2006) с тенденцией к стабилизации: 4791 человек (2012), плотность населения — 554,5 чел/км².

## Население
Численность населения коммуны в 2011 году составляла 4864 человека, а в 2012 году — 4791 человек.
| 1962 | 1968 | 1975 | 1982 | 1990 | 1999 | 2004 | 2006 | 2008 | 2011 | 2012 |
| ---- | ---- | ---- | ---- | ---- | ---- | ---- | ---- | ---- | ---- | ---- |
| 4965 | 4888 | 4932 | 4661 | 4657 | 4884 | 5108 | 5041 | 4939 | 4864 | 4791 |

Динамика населения:

## Экономика
В 2010 году из 2881 человек трудоспособного возраста (от 15 до 64 лет) 2131 были экономически активными, 750 — неактивными (показатель активности 74,0 %, в 1999 году — 72,9 %). Из 2131 активных трудоспособных жителей работали 1843 человека (942 мужчины и 901 женщина), 288 числились безработными (149 мужчин и 139 женщин). Среди 750 трудоспособных неактивных граждан 199 были учениками либо студентами, 280 — пенсионерами, а ещё 271 — были неактивны в силу других причин.
На протяжении 2011 года в коммуне числилось 2129 облагаемых налогом домохозяйств, в которых проживало 4558,5 человек. При этом медиана доходов составила 18029 евро на одного налогоплательщика.

## Достопримечательности (фотогалерея)

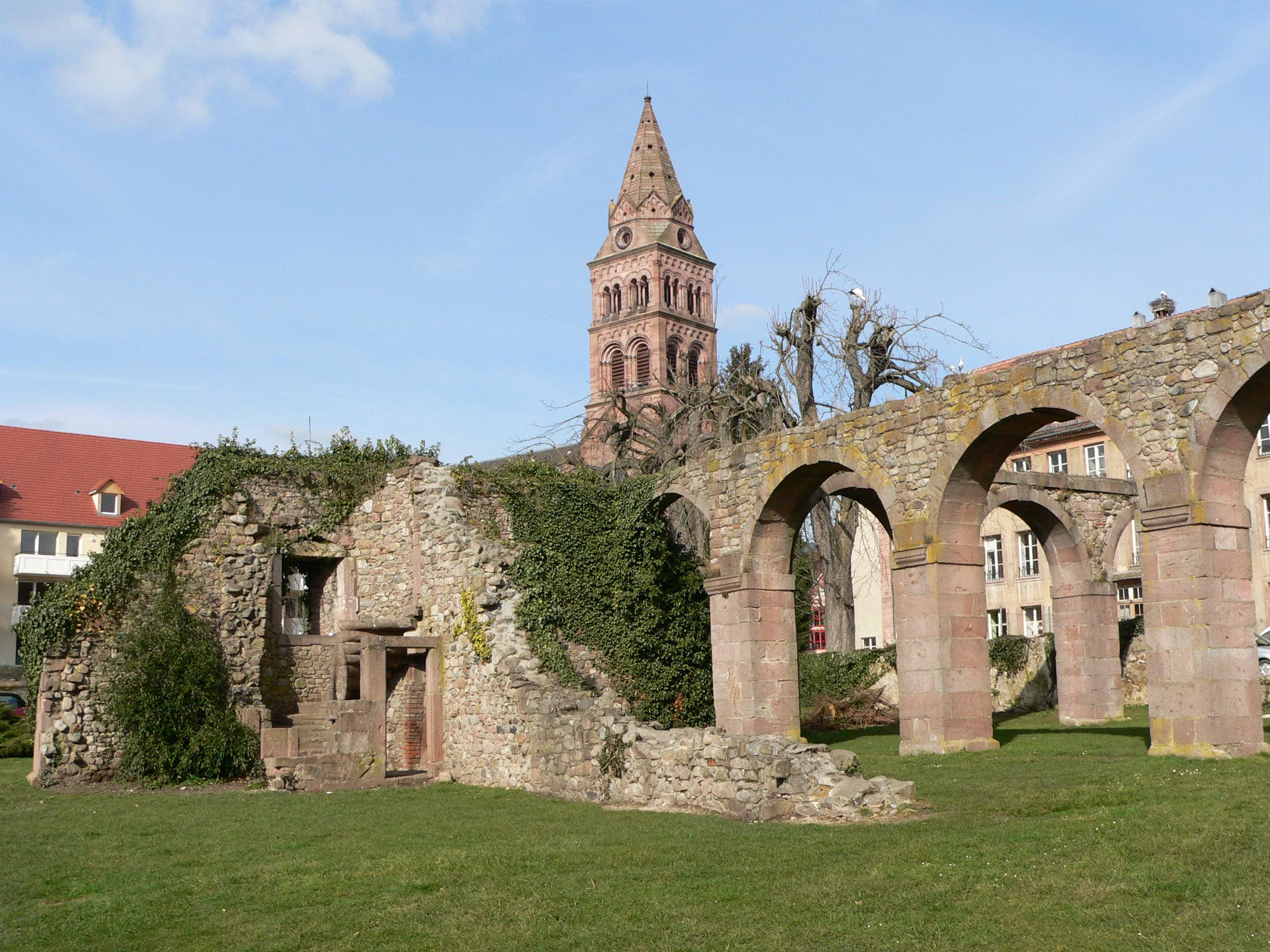
Руины Мюнстерского аббатства
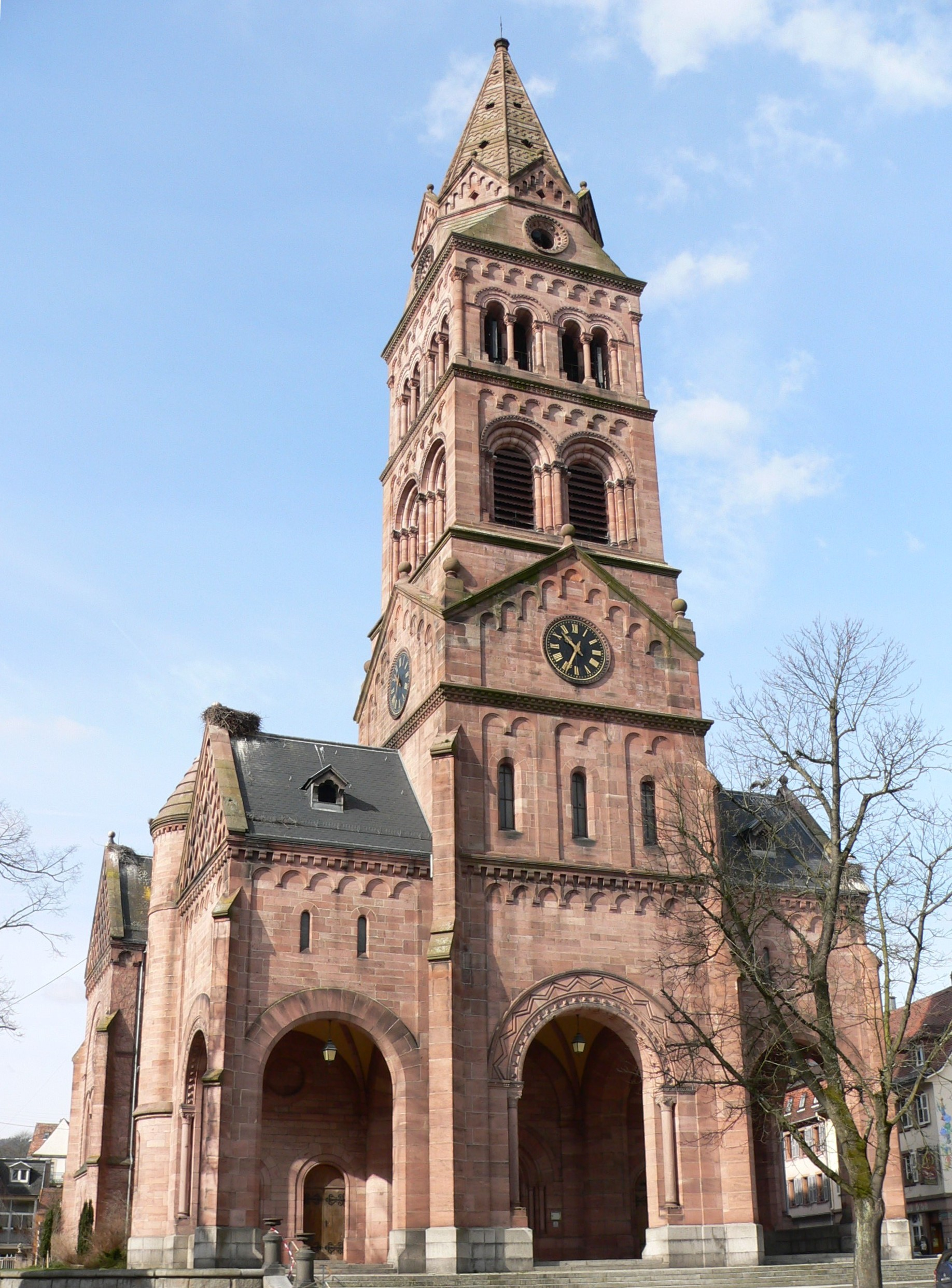
Колокольня
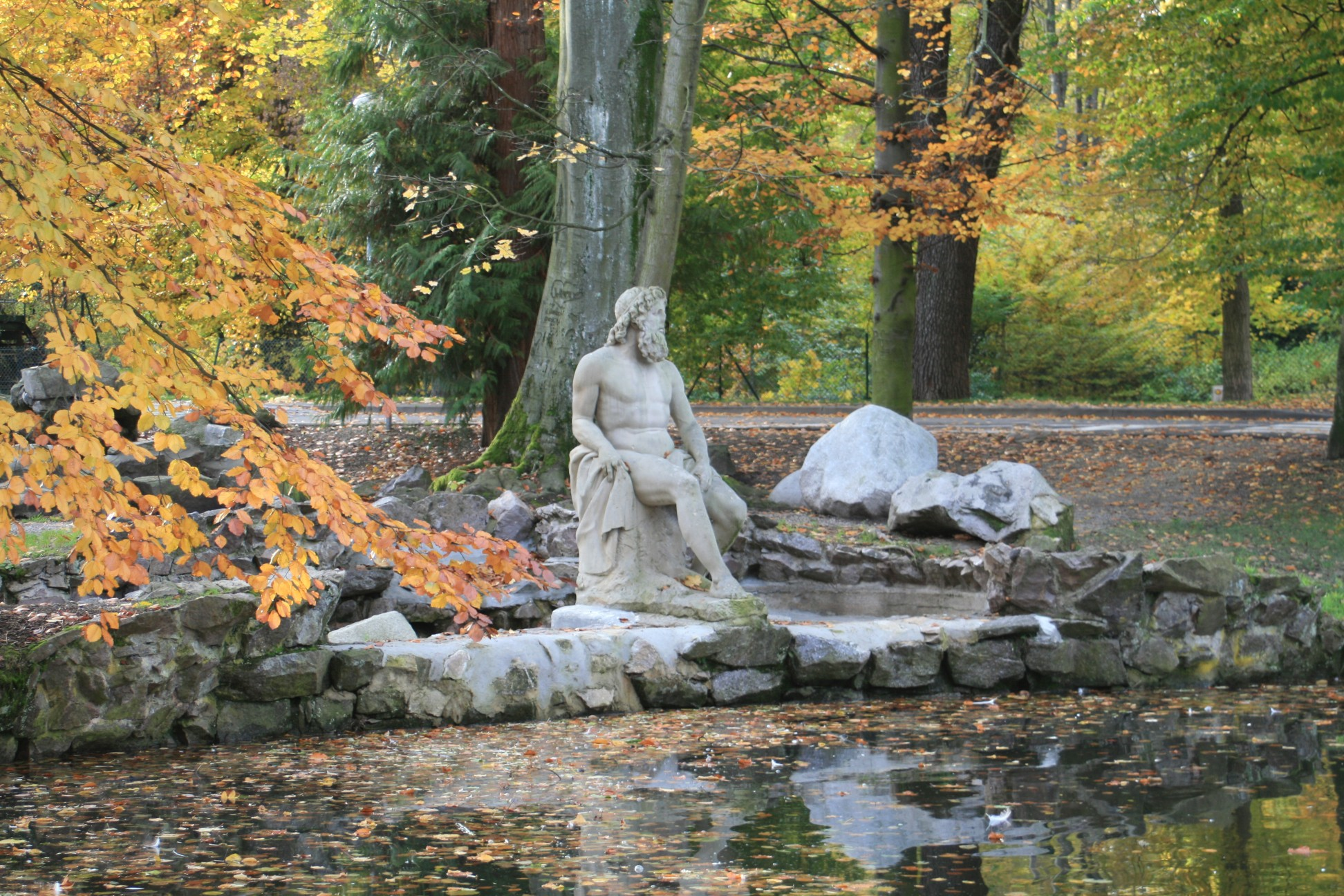
Статуя Нептуна
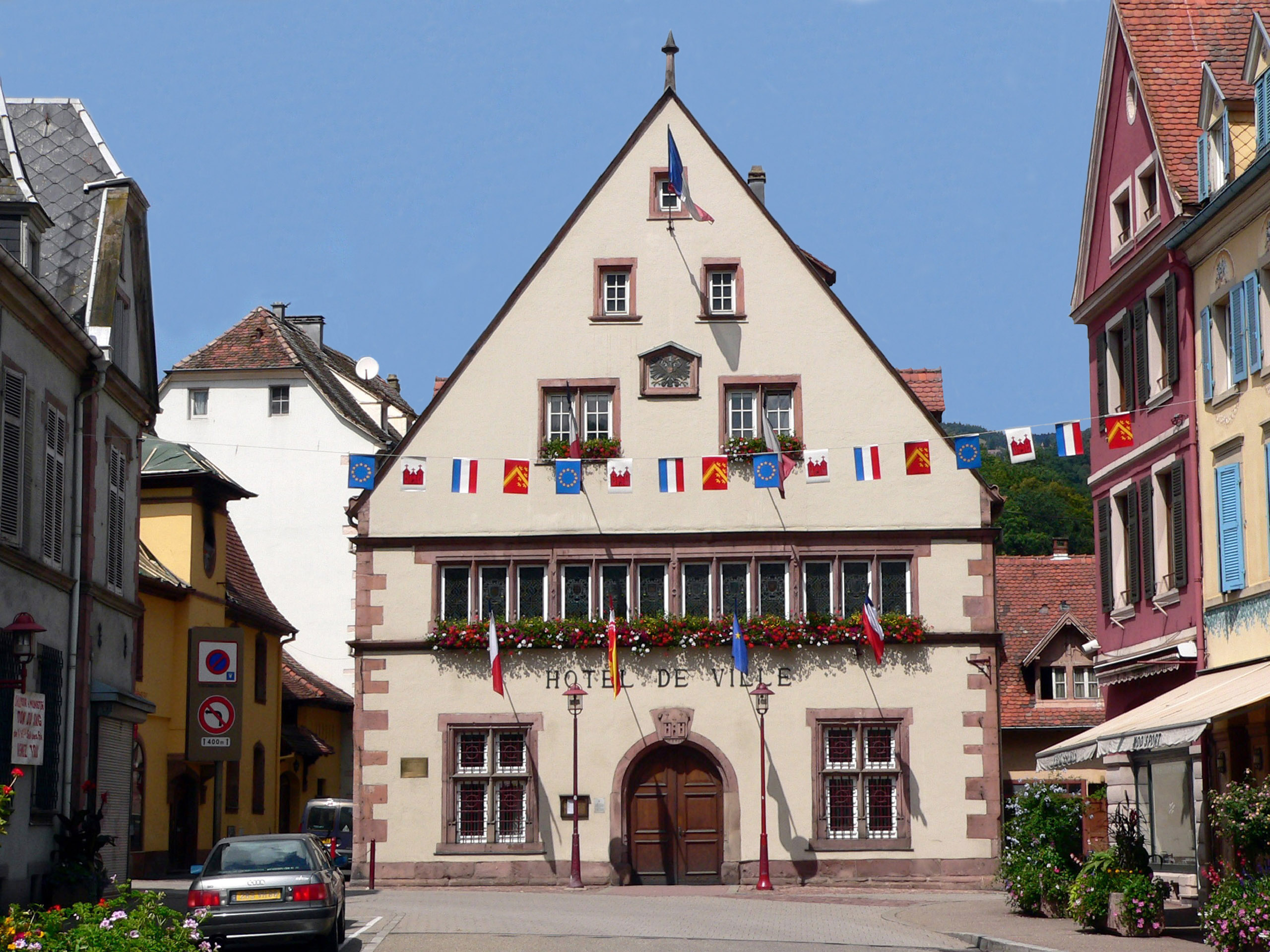
Здание мэрии